# Иванцево (Большесельский район)
Иванцево — деревня в Большесельском районе Ярославской области России. 
В рамках организации местного самоуправления входит в Большесельское сельское поселение, в рамках административно-территориального устройства — в Новосельский сельский округ.

## География
Расположена в южной части сельского поселения, на юг от села Новое, на левом берегу малой реки Свинцовка, протекающей в северо-западном направлении. С запада от Иванцево проходит дорога от села Новое с севера на юг до деревни Ботвино, основная дорога в этой части сельского поселения. Ботвино расположено на удалении около 2 км к югу, обе деревни стоят на одном поле, окружённом лесами. На расстоянии около 1,5 км к северу указанная дорога пересекает реку Свинцовка и выходит к деревне Гаврильцево. Напротив Иванцево на противоположном правом берегу Свинцовки стоит деревня Внучково. Вверх по течению Свинцовки также противоположно стоят деревни Телятово на правом и Путалово на левом берегу.

## Население
| 2007 | 2010 |
| ---- | ---- |
| 170  | ↘164 |

Согласно результатам переписи 2002 года, в национальной структуре населения русские составляли 97 % из 157 жителей.
По данным статистического сборника «Сельские населенные пункты Ярославской области на 1 января 2007 года», в деревне Иванцево проживали 170 человек.